# Lismore (traghetto)
La Lismore è una nave ro-ro merci di proprietà della compagnia di navigazione DFDS.
Dal 2018 al 2024 ha navigato per la compagnia italiana Tirrenia Cargo con il nome di Alf Pollak.

## Servizio
La nave fu varata il 5 maggio 2018 dai cantieri navali di Flensburg in Germania per conto della Siem Roro è ceduta in noleggio a lungo termine alla compagnia di navigazione italiana Tirrenia CIN.
All'entrata in servizio, nell'ottobre 2018, viene brevemente noleggiata dalla DFDS in attesa della consegna della Ephesus Seaways e impiegata prima sulla linea Tolone - Istanbul e poi sulla Trieste - Patrasso - Istanbul.
Viene poi noleggiata per pochi mesi alla tunisina CoTuNav sulla rotta che collega Genova a Radès.
Finito il noleggio la nave l'11 dicembre 2019 entra sulla rotta Genova - Livorno - Napoli - Catania - La Valletta in coppia con la gemella Maria Grazia Onorato.
Nel settembre 2020 fa a cambio con la Beniamino Carnevale e viene inserita sulla Livorno - Olbia - Cagliari (facendo scalo il fine settimana a Genova), da gennaio 2021 è in coppia con la gemella Maria Grazia Onorato.
Il 3 maggio 2021 viene annunciato il subnoleggio alla olandese CLdN RoRo sulla Zeebrugge - Rotterdam - Dublino, mentre sulla Livorno - Olbia - Cagliari viene sostituita dalla Beniamino Carnevale.
L'8 maggio 2021 parte da Livorno verso Rotterdam per iniziare il noleggio con CLdN RoRo.
Il 13 gennaio 2022, finito il noleggio alla CLdN RoRo, rientra in possesso di Tirrenia CIN che la subnoleggia per 2 anni alla DFDS.

## Caratteristiche
La nave ha una velocità massima di 22 nodi, trasporta un massimo di 12 passeggeri più 30 membri dell'equipaggio, ha 4200 metri lineari di carico che consentono di portare più di 300 semirimorchi, è lunga 209 metri e larga 26.

## Navi gemelle
- Longstone (ex Maria Grazia Onorato)
- Leevsten
- Liekut
- Gardenia Seaways
- Tulipa Seaways
- Acacia Seaways
- Fadiq